# Community Shield féminin
Le FA Women's Community Shield, appelé FA Women's Charity Match en 2000 et FA Women's Charity Shield en 2001, est un trophée anglais de football féminin opposant à chaque début de saison le vainqueur du Championnat d'Angleterre à celui de la Coupe d'Angleterre. Il est organisé par la Football Association. 

## Palmarès
| Édition     | Vainqueur                                  | Score                                      | Finaliste                                  | Lieu                                       |
| ----------- | ------------------------------------------ | ------------------------------------------ | ------------------------------------------ | ------------------------------------------ |
| 2000        | Arsenal                                    | 1 - 1 titre partagé                        | Charlton Athletic                          | Craven Cottage, Fulham                     |
| 2001        | Arsenal (2)                                | 5 - 2                                      | Doncaster Rovers                           | Kingsmeadow, Kingston upon Thames          |
| 2002        | Fulham (1)                                 | 2 - 2 5 - 3 tab                            | Arsenal                                    | Brisbane Road, Leyton                      |
| 2003        | Fulham (2)                                 | 1 - 0                                      | Doncaster Rovers                           | Field Mill, Mansfield                      |
| 2004        | Charlton Athletic LFC (2)                  | 1 - 0                                      | Arsenal                                    | Broadhall Way, Stevenage                   |
| 2005        | Arsenal (3)                                | 4 - 0                                      | Charlton Athletic                          | National Hockey Stadium, Milton Keynes     |
| 2006        | Arsenal (4)                                | 3 - 0                                      | Everton                                    | Alexandra Stadium, Crewe                   |
| 2007        | non disputé en raison de la Coupe du monde | non disputé en raison de la Coupe du monde | non disputé en raison de la Coupe du monde | non disputé en raison de la Coupe du monde |
| 2008        | Arsenal (5)                                | 1 - 0                                      | Everton                                    | Moss Rose, Macclesfield                    |
| 2009 à 2019 | non disputé                                | non disputé                                | non disputé                                | non disputé                                |
| 2020        | Chelsea (1)                                | 2 - 0                                      | Manchester City                            | Stade de Wembley, Londres                  |
| 2021        | non disputé en raison des Jeux olympiques  | non disputé en raison des Jeux olympiques  | non disputé en raison des Jeux olympiques  | non disputé en raison des Jeux olympiques  |

## Nombre de victoires
| Club              | Victoires | Années                       |
| ----------------- | --------- | ---------------------------- |
| Arsenal           | 5         | 2000, 2001, 2005, 2006, 2008 |
| Charlton Athletic | 2         | 2000, 2004                   |
| Fulham            | 2         | 2002, 2003                   |
| Chelsea           | 1         | 2020                         |